# Ari Paluch
Aarón Fabián Paluch, más conocido como Ari Paluch (Buenos Aires, 24 de abril de 1962) es un presentador, periodista, productor de televisión, escritor y locutor argentino.

## Biografía
Comenzó su carrera en 1985 en la radio, junto a Mario Pergolini en Feedback, que en 1987 llegó a Radio Bangkok como programador  Rock & Pop.
Llegó a la televisión en 1991 con Crema americana, ciclo que llevó adelante con Juan Castro y Pato Galván en América TV.[cita requerida]
Trabajo en medios más orientado a la música y a contenidos de interés general. Se volcó al periodismo político a partir de 1996, cuando Marcelo Tinelli lo convocó para llevar adelante la primera mañana de Radio Uno.
Trabajó en  Latina 101.1 FM, Concepto FM 95.5, AM 550 Colonia, Rivadavia AM 63 y R770 AM.
A fines de la década del 2000 paralelamente incursionó en el ámbito de la autoayuda y la espiritualidad, tras editar El Combustible Espiritual, un libro sobre superación personal.
Su programa El Exprimidor, que conduce desde  1996, ha sido distinguido con cinco Martín Fierro, Premio Clarín, Mención Especial del Buenos Aires Herald, y varios Broadcasting.
Desde febrero de 2024 conduce la primera mañana de FM Rock & Pop 95.9Mhz en el horario de 6 a 9 con su programa AriZona.

## Trayectoria

### Radio
105 FM 105.5
- Feedback

Okey FM 97.5
- Feedback

Rock & Pop
- Feedback[7]
- Maratón
- Clásico de clásicos
- Canal 106
- Wrangler Radio Station

Radio Uno
- La Batidora[8]
- El Exprimidor[9]
- El Exprimido

Metro 95.1
- El Exprimidor[10]

Imagina FM 104.3
- El Exprimidor[11]

Radio Latina
- El Exprimidor[12]

Radio Colonia
- El Exprimidor[13]

Concepto FM
- El Exprimidor

 Radio Rivadavia
- Esta mañana[14]
- El Exprimidor

### Televisión
América TV
- Crema americana
- Único medio[15]
- La Cornisa
- TVA
- Cable pelado

Canal 9
- Reality Reality
- Tendencia
- A24
- Pulso compartido
- A24 Mediodía

### Libros
- Paluch, Ari (2008). El Combustible Espiritual: Cómo dejar de querer tener razón y empezar a tener paz. Editorial Planeta. ISBN 9788408080077.
- Paluch, Ari (2009). El Combustible Espiritual Vol 2: Cómo dejar de romperse el alma y empezar a romperse el ego. Editorial Planeta. ISBN 9789504921226.[16]
- Paluch, Ari (2011). "Corriendose" (sic) al Interior. Editorial Planeta. ISBN 9789504926832.
- Paluch, Ari (2015). La Cuenta Progresiva. Editorial Planeta. ISBN 9789504945536.

### Prensa
- Infobae

## Controversias
En octubre de 2017 cuando hacía Mediodía A24 en A24 una microfonista del canal presentó una queja en la compañía en la cual detallaba que Paluch le tocó una nalga ex profeso y se difundieron imágenes captadas del momento en cuestión. A raíz de este episodio fue excluido de la cobertura periodística de las elecciones legislativas 2017 y luego desvinculado oficialmente de la señal.
Lo ocurrido en aquel entonces desató la trascendencia de varios supuestos casos de maltrato, violencia de género y acoso sexual por parte del presentador en distintos ámbitos laborales a lo largo de los años.
Paluch realizó un descargo durante su programa de radio, algunos días después de los hechos sucedidos en A24.
En marzo de 2025 generaron indignación y repudio los comentarios realizados en su programa de radio "Arizona" en la emisora Rock & Pop, sugiriendo a un colega drogar en conjunto, con burundanga, a una locutora de la emisora que consideraba "linda" para obtener de ella “aunque sea un besito”.
A raíz de este nuevo incidente de abuso hacia una mujer, el conductor fue despedido de la emisora y se bajó de la grilla su programa.